# オリンピアコスBC
オリンピアコスBC（ギリシア語: ΚΑΕ Ολυμπιακός Σ.Φ.Π., 英語: Olympiacos B.C.）は、ギリシャの都市ピレウスにホームを置くバスケットボールクラブであり、現在トップチームはユーロリーグのみでプレーし、リザーブチームのオリンピアコスBC Bデベロップメント・チームが国内でプレーするチームとなった。総合スポーツクラブのオリンピアコスCFPの一部であり、ホームアリーナは、ピレウスにあるピース&フレンドシップ・スタジアムである。

## 概要

### アリーナ
オリンピアコスBCのホームアリーナは、アテネ・ピレウスにあるピース&フレンドシップ・スタジアム（Στάδιο Ειρήνης και Φιλίας）である。通称SEF（ΣΕΦ）。オリンピアコスFCのホームスタジアムであるカライスカキス・スタジアムの反対側にある。1985年に完成し、オリンピアコスBCは1991年からホームアリーナとして利用している。ヨーロッパでは最も大きなアリーナの一つで、座席は14,950席あった。しかし、近年オリンピアコスマッチの為に12,171席まで減らされた。2004年アテネオリンピックのバレーボール会場、1987年ユーロバスケット、1998年バスケットボール世界選手権のメインアリーナとして利用された。2004年アテネオリンピックの為に一度改築されている。

### 主要歴代所属選手

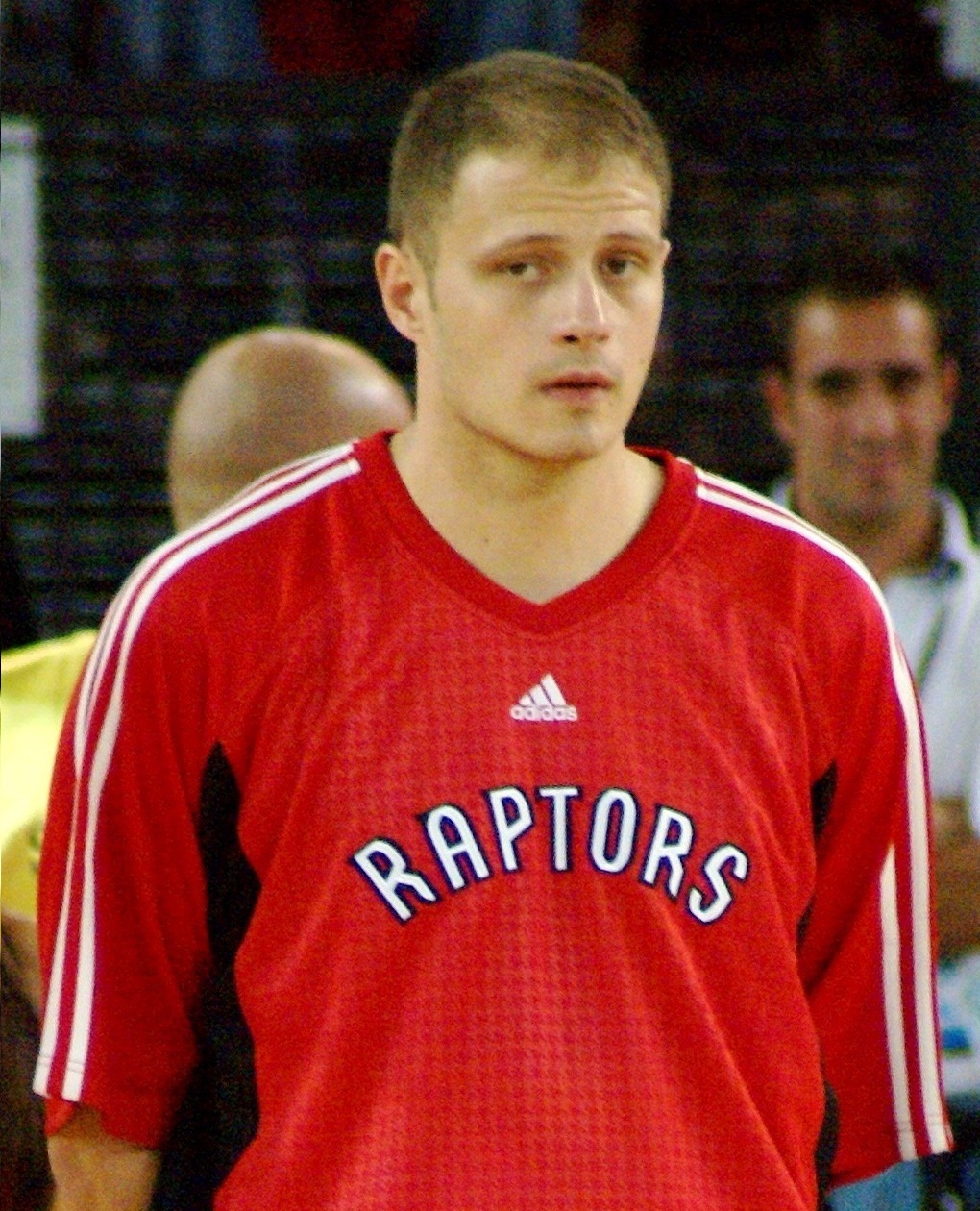
ラドスラフ・ネステロヴィッチ
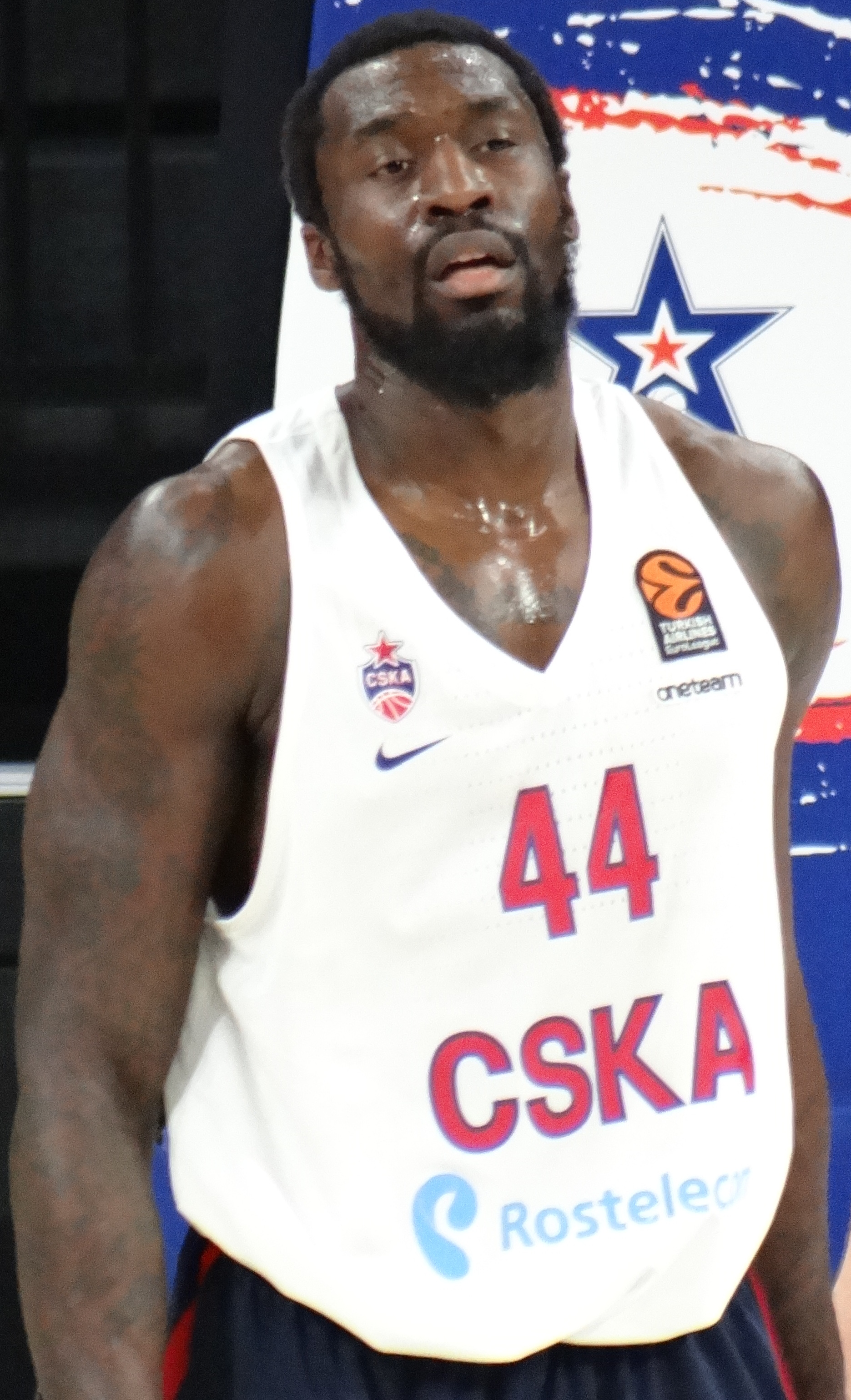
オセロ・ハンター
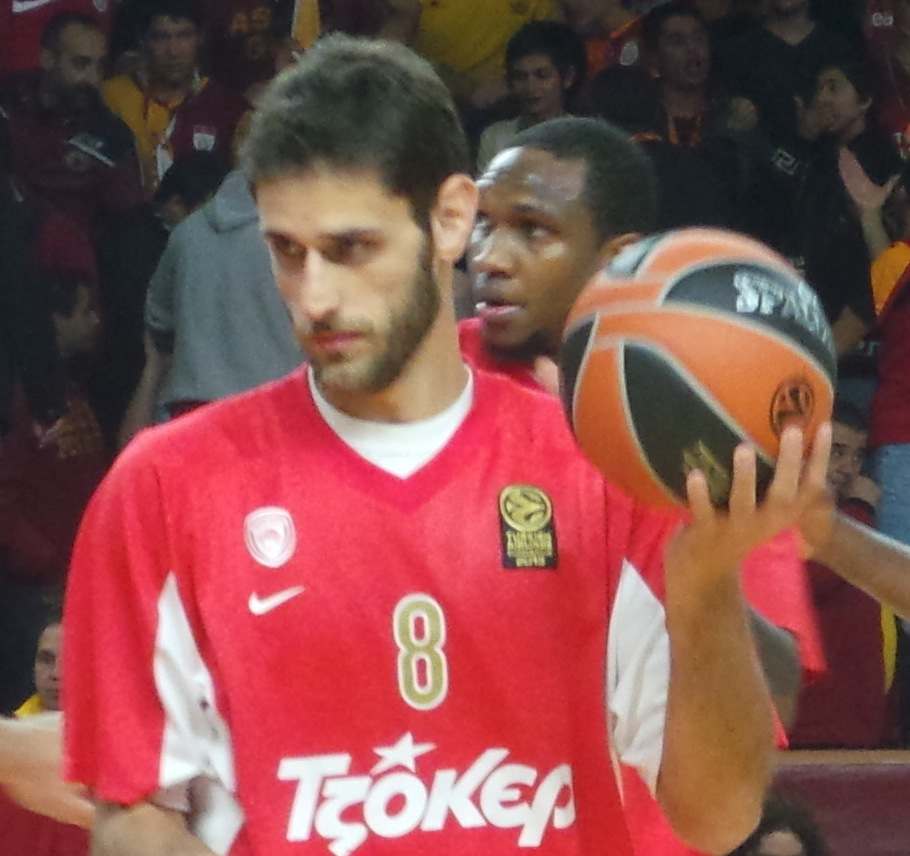
ストラトス・パパオグロー
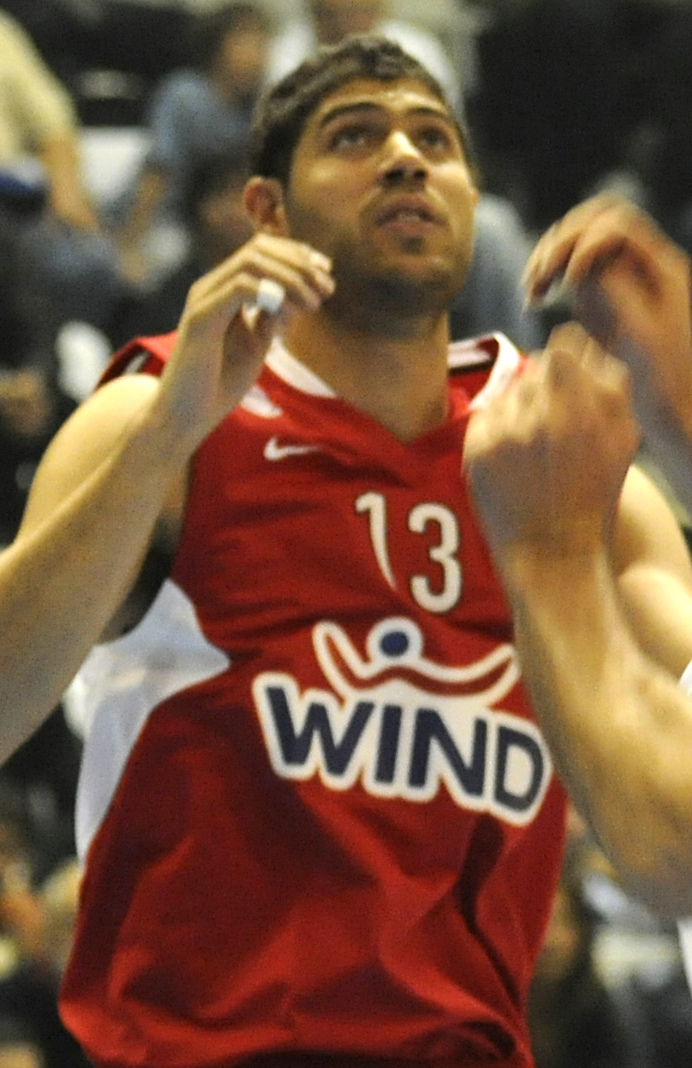
パナギオティス・ヴァシロポーロス
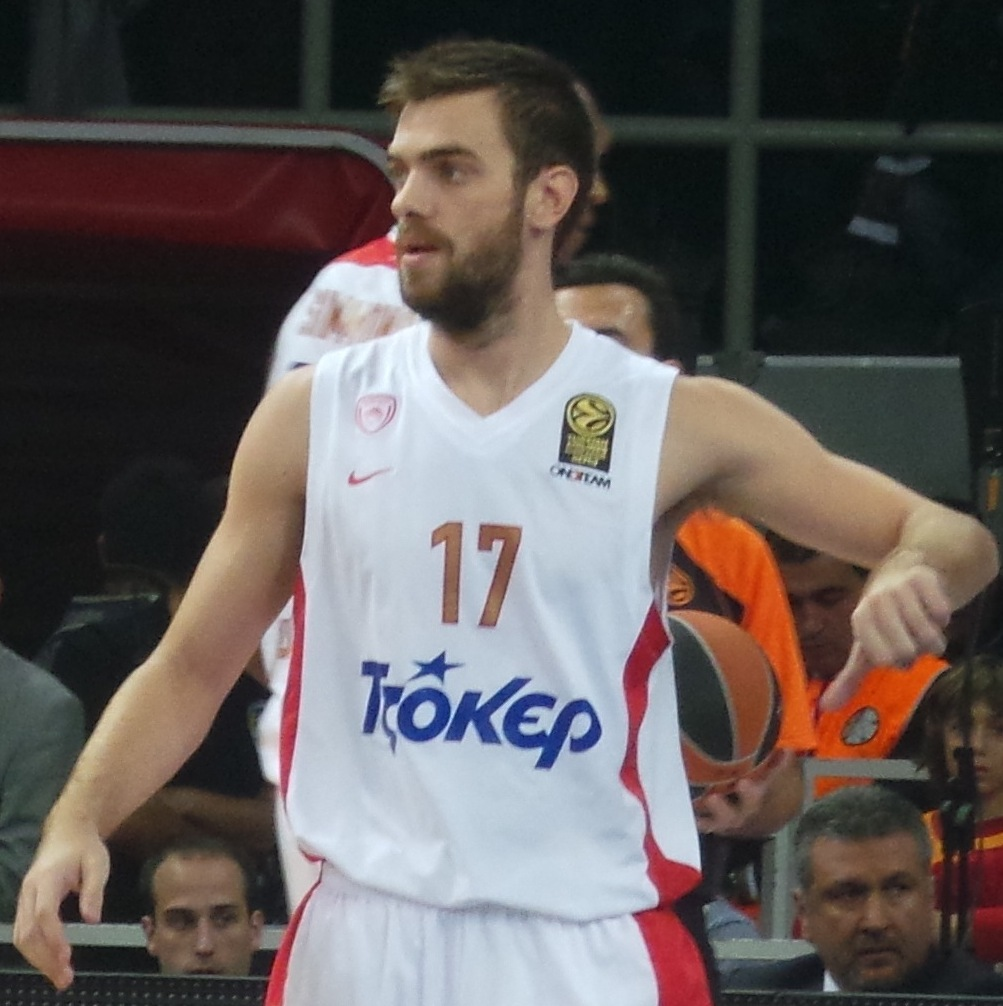
ヴァンゲリス・マンツァリス

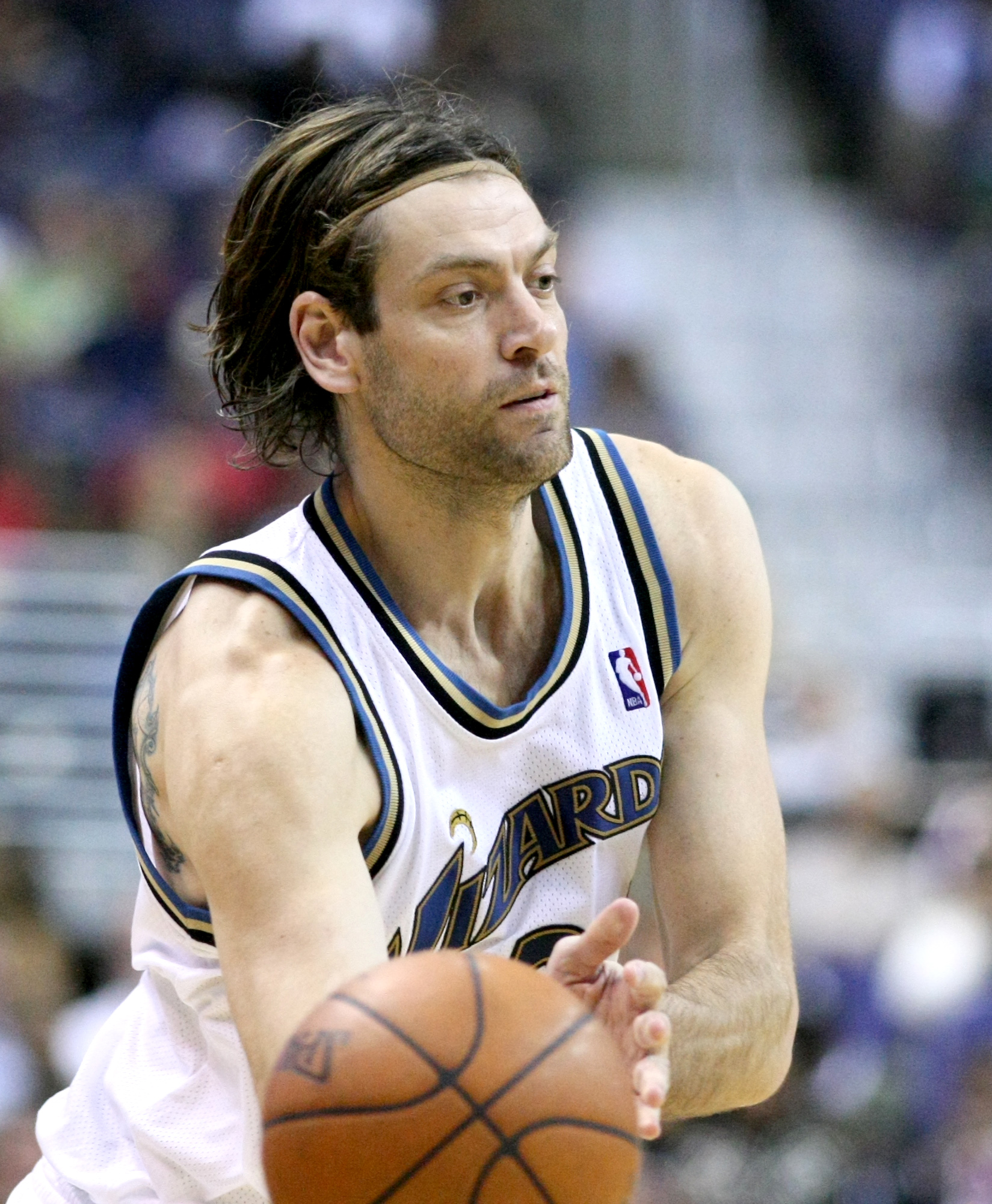
ファブリシオ・オベルト
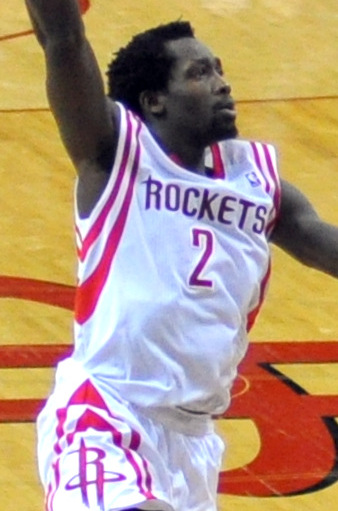
パトリック・ビバリー
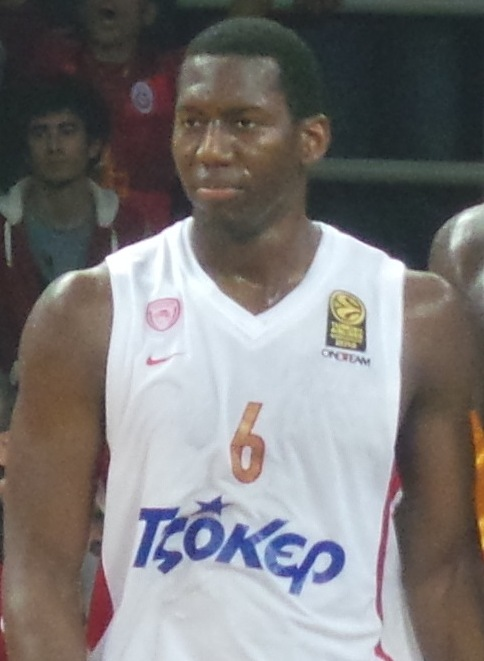
ブライアント・ダンストン
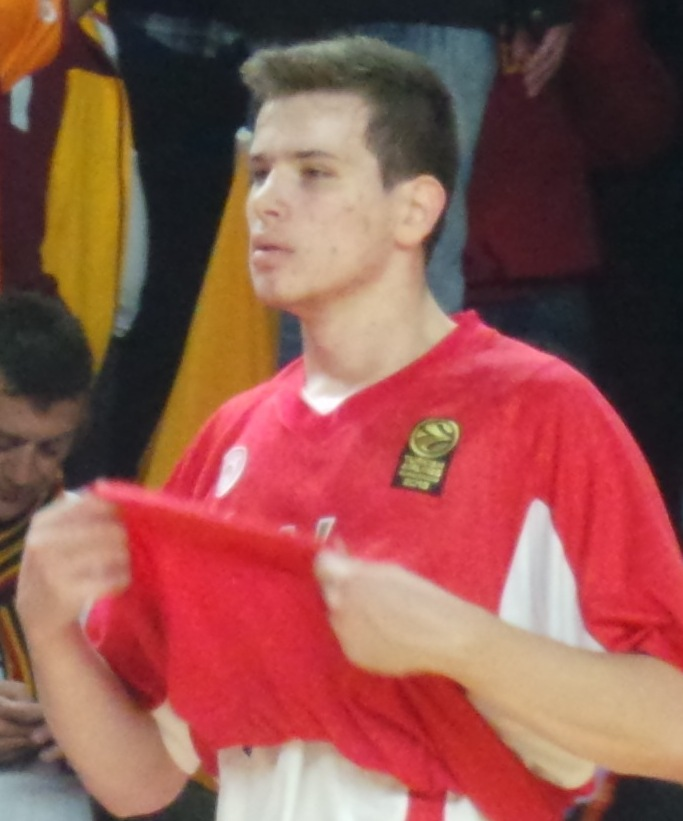
ディメトリオス・アグラバニス
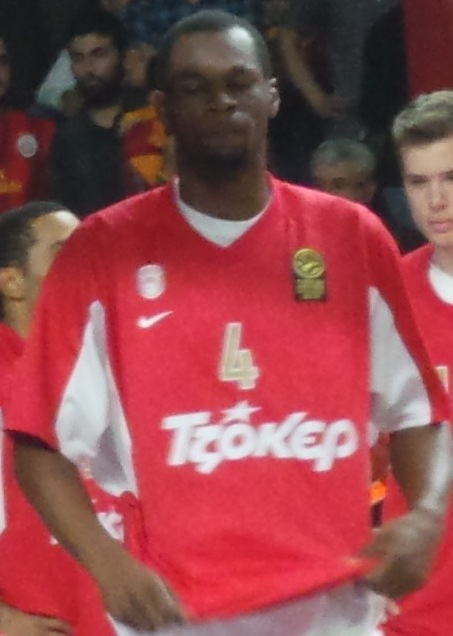
ブレント・ピートウェイ

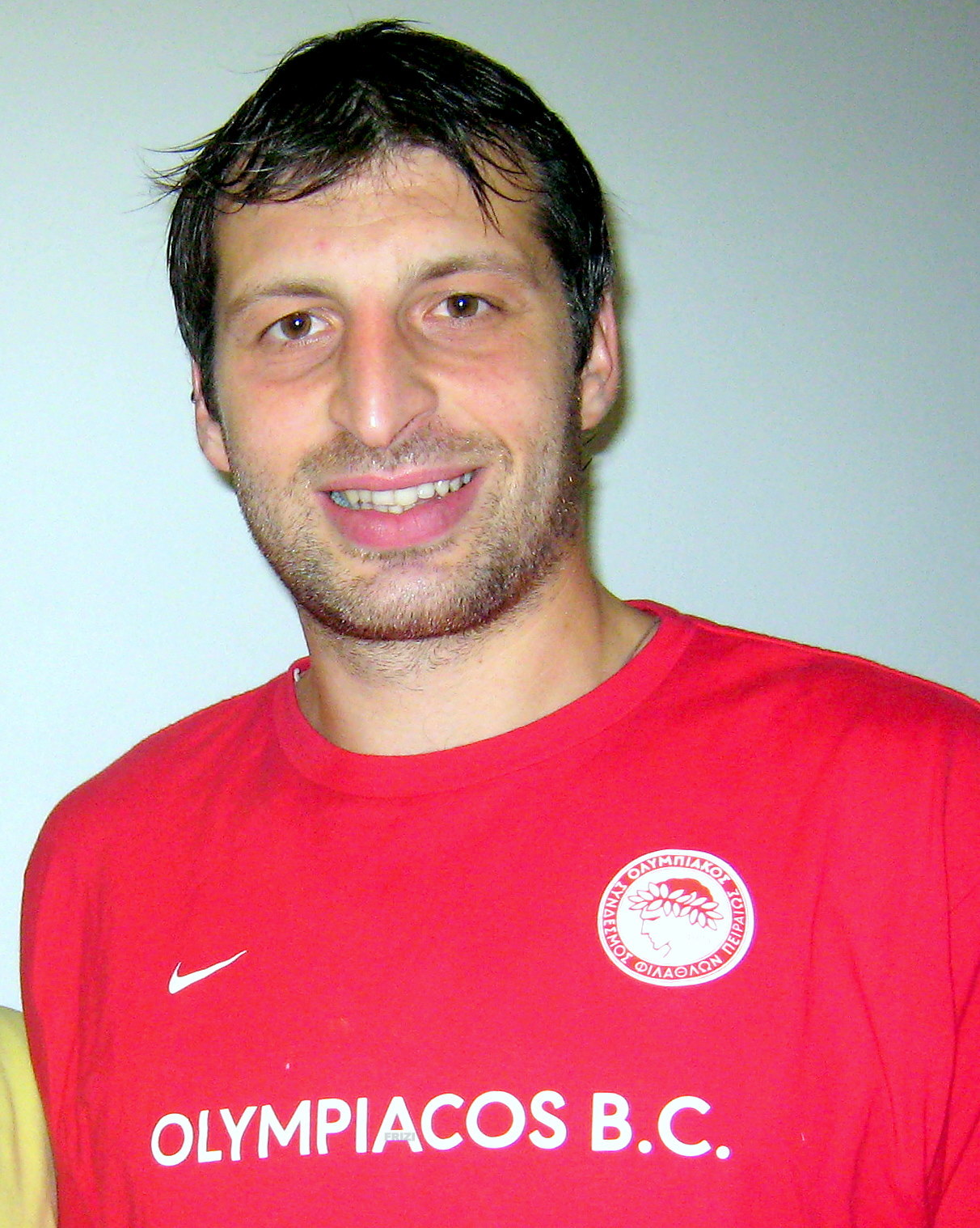
セオドロス・パパルーカス
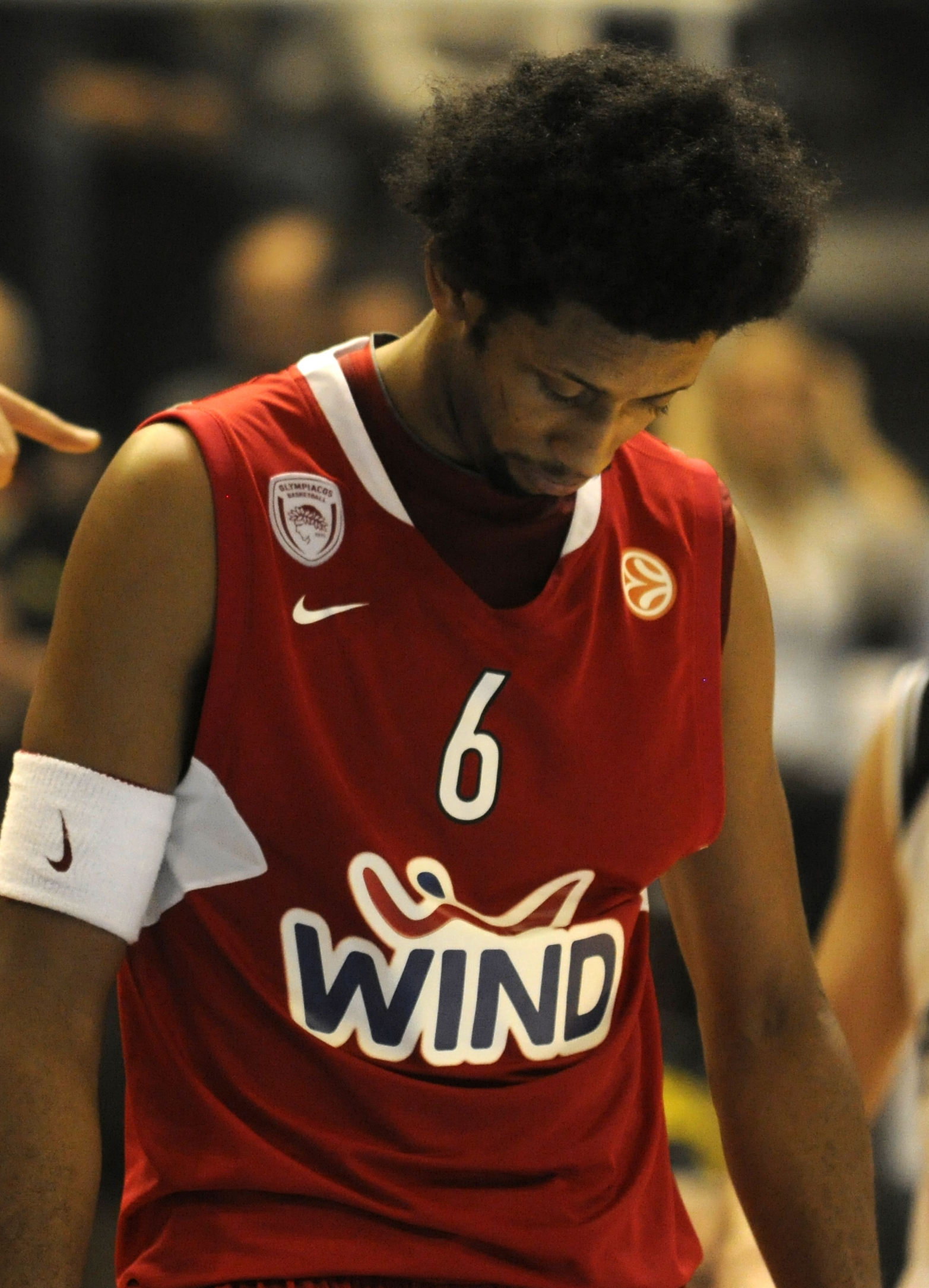
ジョシュ・チルドレス
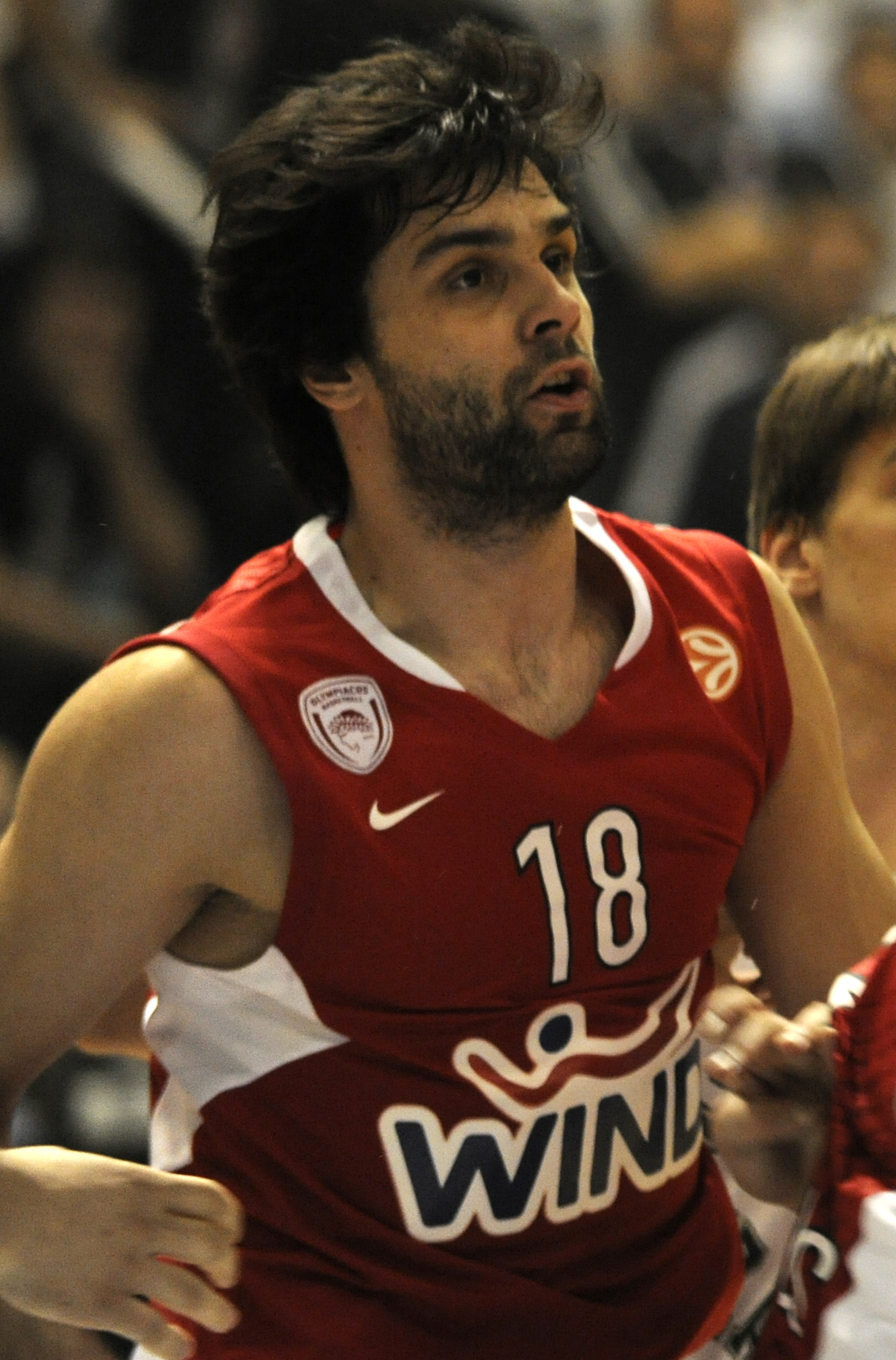
ミロシュ・テオドシッチ
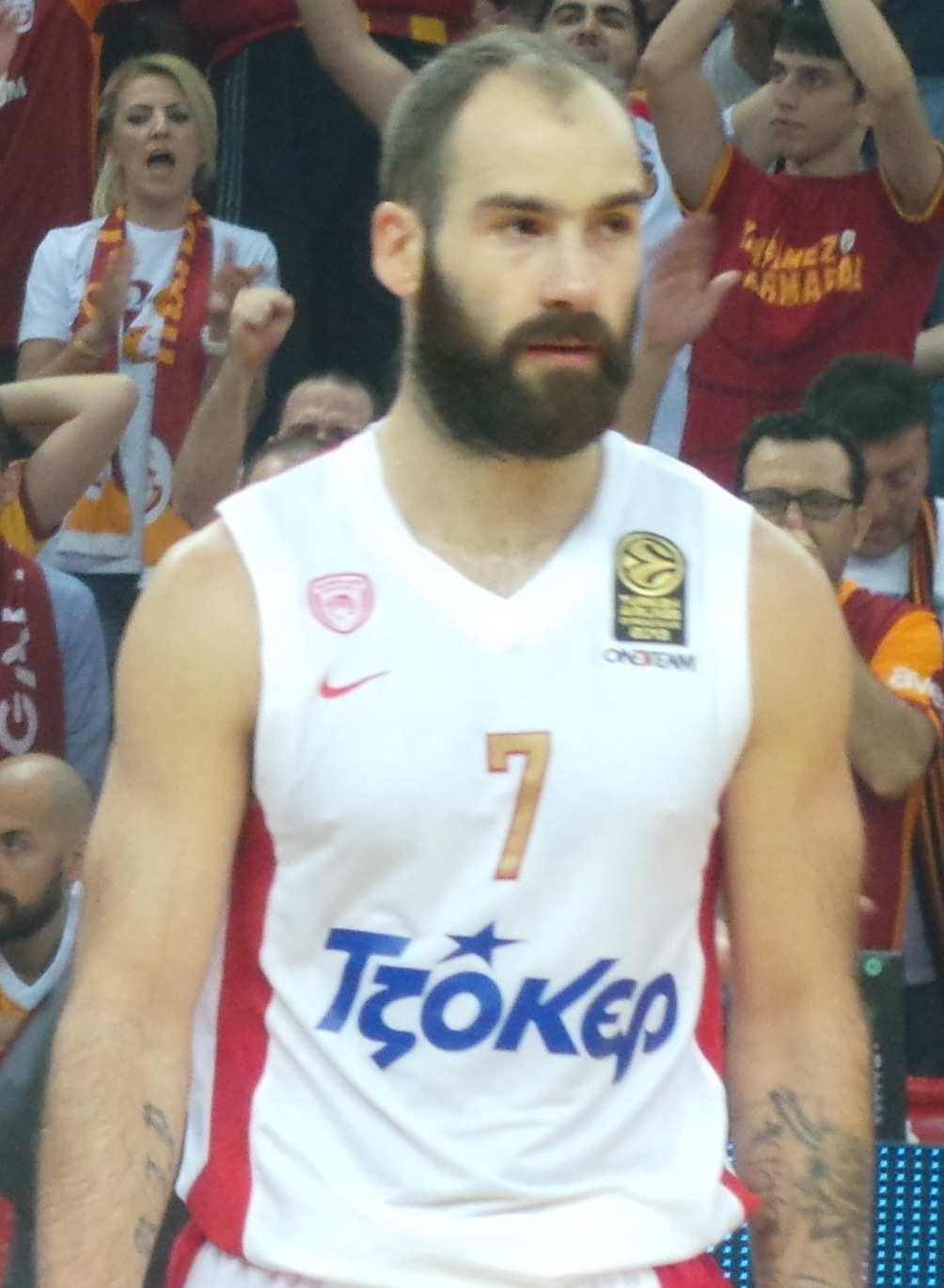
ヴァシレイオス・スパヌリス

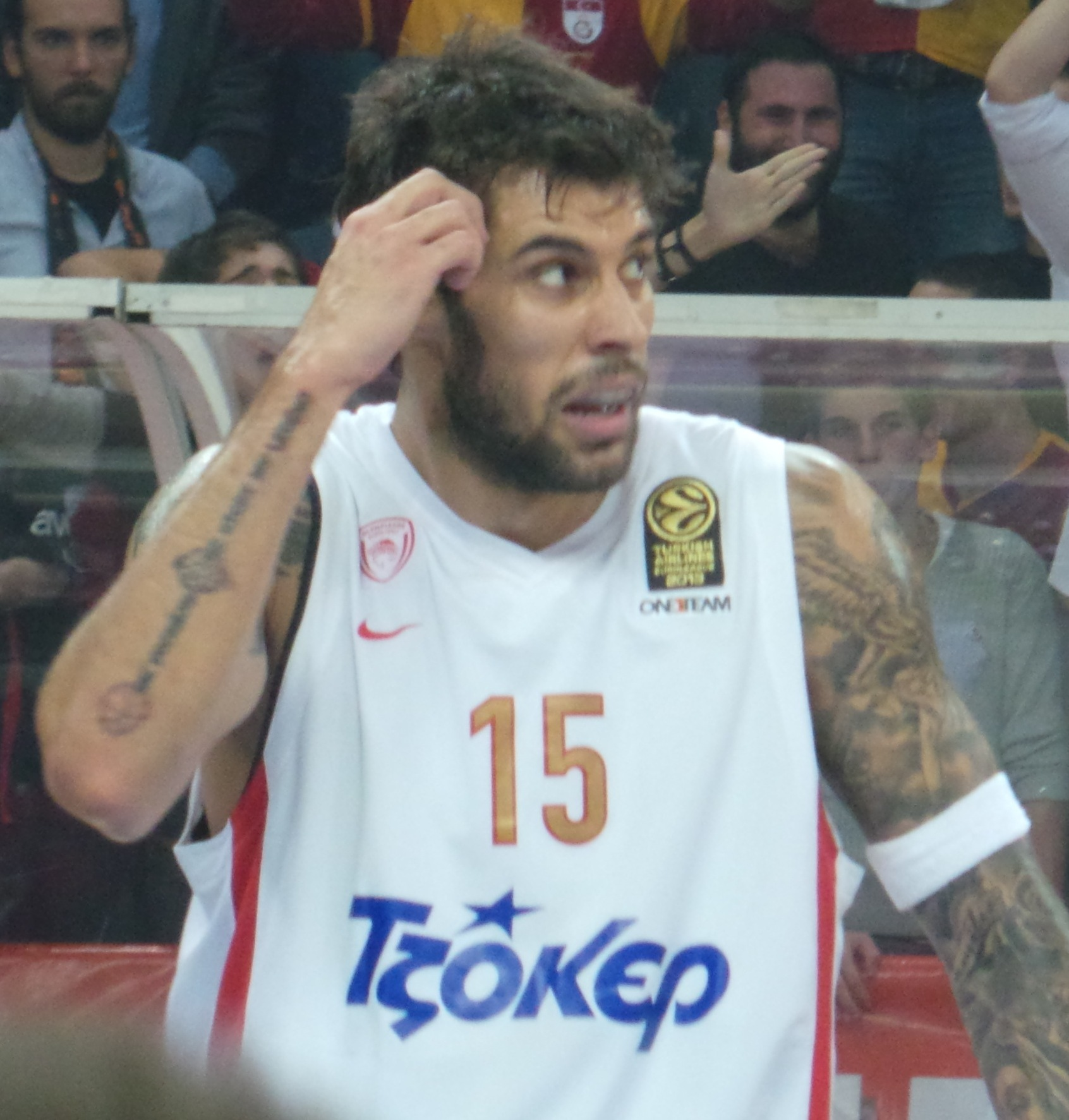
ジョルジオス・プリンテジス
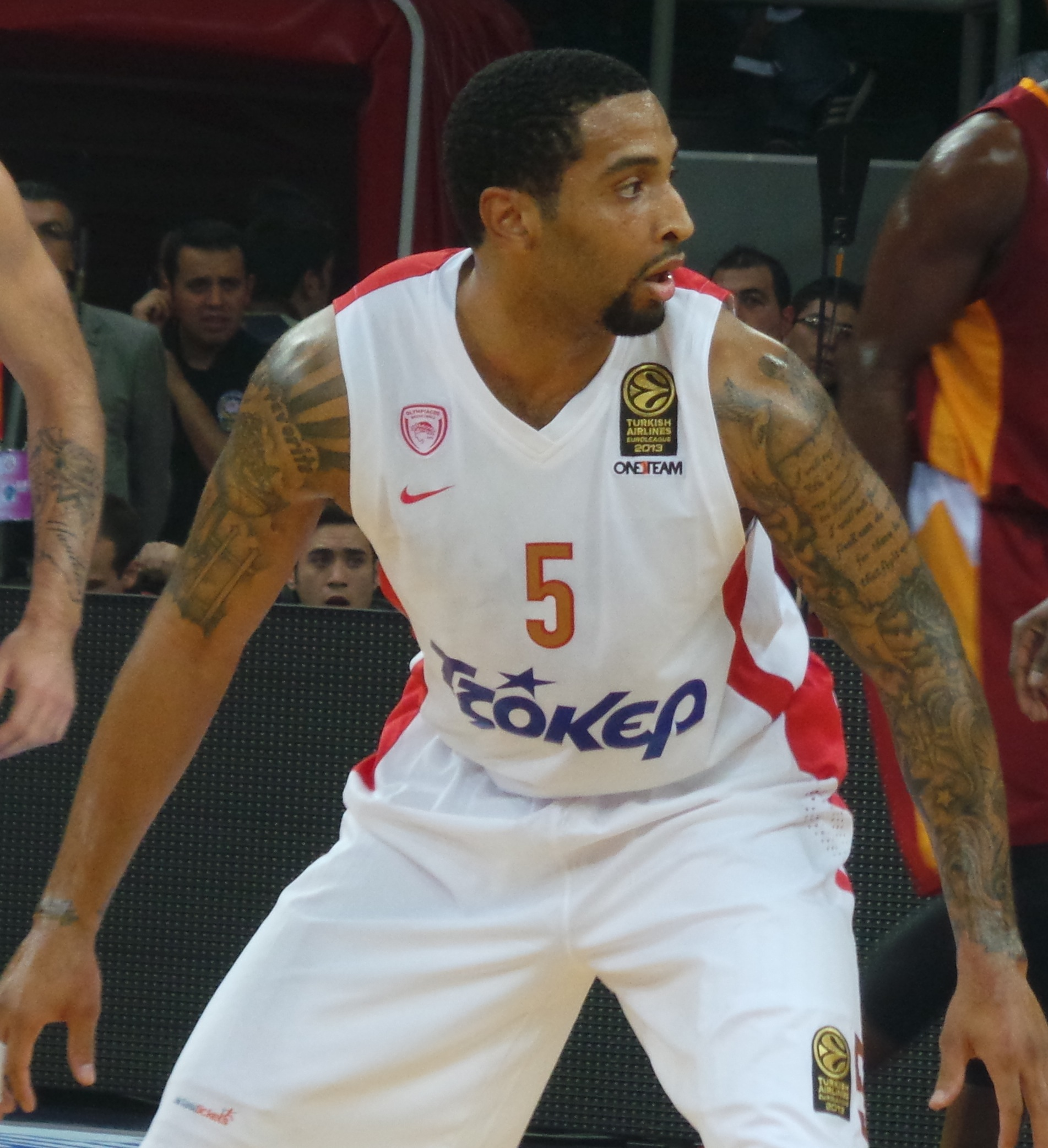
エイシー・ロー
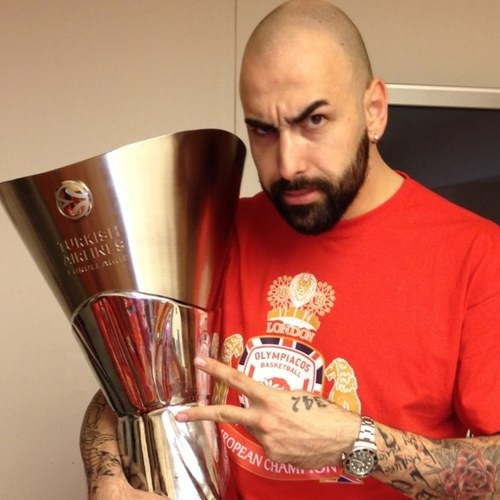
ペロ・アンティッチ
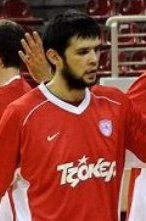
コスタス・パパニコラウ

ポイントガード
- セオドロス・パパルーカス 2008-

シューティングガード
- アルヴィーダス・マツィヤウスカス 2006-2008

スモールフォワード
- ジョシュ・チルドレス 2008-

パワーフォワード
- アレクサンダー・ボルコフ
- ルーベン・ウォルコウスキー

センター
- ソフォクリース・スコーツァニーティス
- パトリック・フェメルリンク 2000-2002

## 歴代ヘッドコーチ
- デビット・ブラット（2018-2019）

## タイトル

### 国内タイトル
- ギリシャリーグ：15回
  - 1948–49, 1959–60, 1975–76, 1977–78, 1992–93, 1993–94, 1994–95, 1995–96, 1996–97, 2011–12, 2014–15, 2015–16, 2021–22, 2022–23, 2024–25
- ギリシャカップ：12回
  - 1975–76, 1976–77, 1977–78, 1979–80, 1993–94, 1996–97, 2001–02, 2009–10, 2010–11, 2021–22, 2022–23, 2023–24

### ユーロリーグ
| 年      | ファイナル開催地 | 優勝チーム       | 準優勝チーム       | スコア | 備考 |
| ------- | ---------------- | ---------------- | ------------------ | ------ | ---- |
| 1996-97 | ローマ           | オリンピアコスBC | FCバルセロナ       | 73-58  |      |
| 2011-12 | イスタンブール   | オリンピアコスBC | CSKAモスクワ       | 62-61  |      |
| 2012-13 | ロンドン         | オリンピアコスBC | レアル・マドリード | 100–88 |      |